# Abraham Meza
Abraham Meza (también de Meza o Mesa) fue un banquero y destacado miembro de la población sefardí de Curazao. 

## Orígenes
Era descendiente de judíos españoles, que huyeron durante la inquisición española. Muchos de ellos se fueron a Portugal y migraron después a la liberal Ámsterdam. Desde ahí vinieron a las Antillas Neerlandesas, antes de migrar a Hispanoamérica.

## Simón Bolívar
Abraham Meza destaca por su ayuda a Simón Bolívar, a quien le dio asilo y apoyo económico para la liberación de Hispanoamérica. Como agradecimiento se dio el derecho de asentarse en las costas caribeñas de Venezuela y Colombia, especialmente en Coro.

## Enlaces
- Breve historia de los sefardíes de Curazao (inglés) Archivado el 28 de diciembre de 2011 en Wayback Machine.
- Cementerio de Coro (portugués)

- Datos: Q2884191